# Cassano Valcuvia
Cassano Valcuvia – miejscowość i gmina we Włoszech, w regionie Lombardia, w prowincji Varese.
Według danych na rok 2004 gminę zamieszkuje 541 osób, 135,2 os./km².